# Ehrenfried Walther von Tschirnhaus
Ehrenfried Walther von Tschirnhaus (také Tschirnhauß, chybně Tschirnhausen; 10. dubna 1651, Kieslingswalde, Görlitz – 11. října 1708, Drážďany) byl německý přírodovědec, matematik a filosof z období raného osvícenství. Ve své době se proslavil konstrukcí zápalných zrcadel a přístrojů se zápalnými čočkami, populární byly také jeho knihy o životosprávě. V matematice zavedl tzv. Tschirnhausovu transformaci a je považován za vynálezce evropského porcelánu.

## Život

### Rodina a mládí (1651–1668)
Ehrenfried Walther von Tschirnhaus se narodil 10. dubna 1651 v malé saské vesnici Kieslingswalde (dnes Sławnikowice, Polsko) jako sedmé dítě statkářské rodiny. Otcem byl Christoph von Tschirnhaus, který studoval v Itálii a působil ve správě markrabství Horní Lužice. Rodina von Tschirnhaus patřila ke staré německé šlechtě, její jméno (původně Tschernous) je odvozeno z názvu severočeské obce Tschernhausen (Černousy), odkud se v 15. století dávný předek přiženil na usedlost Kieslingswalde, tj. cca 12 km východně od Zhořelce. Matkou byla Elisabeth Eleonore, rozená baronesa Achill von Sterling, po otci ze starého skotského rodu. Chlapec byl vychováván domácím učitelem, od roku 1666 pak navštěvoval gymnázium ve Zhořelci. Po ukončení gymnázia bylo rodičům doporučeno poslat ho na univerzitu v Leidenu.

### Studium v Leidenu (1668–1674)
Po delší nemoci se v Leidenu zapsal na právnickou fakultu až 8. června 1669, navštěvoval zde však spíše přednášky z medicíny, filosofie a přírodních věd. Rozhodujícím momentem jeho vzdělávání přitom bylo především setkání s kartezianismem. Po vypuknutí Francouzsko-nizozemské války se Tschirnhaus přihlásil jako dobrovolník do služeb Republiky spojených nizozemských provincií. Po mnohých bojích se francouzskou hrozbu podařilo odvrátit, a třebaže válka pokračovala až do roku 1678, mohl Tschirnhaus po osmnácti měsících z vojska vystoupit, aby znovu pokračoval ve svém studiu. Během pobytu v Amsterodamu v roce 1673 se seznámil se spinozismem a poté i osobně se Spinozou. Na jaře roku 1674, tedy ve 23 letech, Tschirnhaus studium ukončil a vrátil se do Horní Lužice.

### Kavalírská cesta (1674–1679)

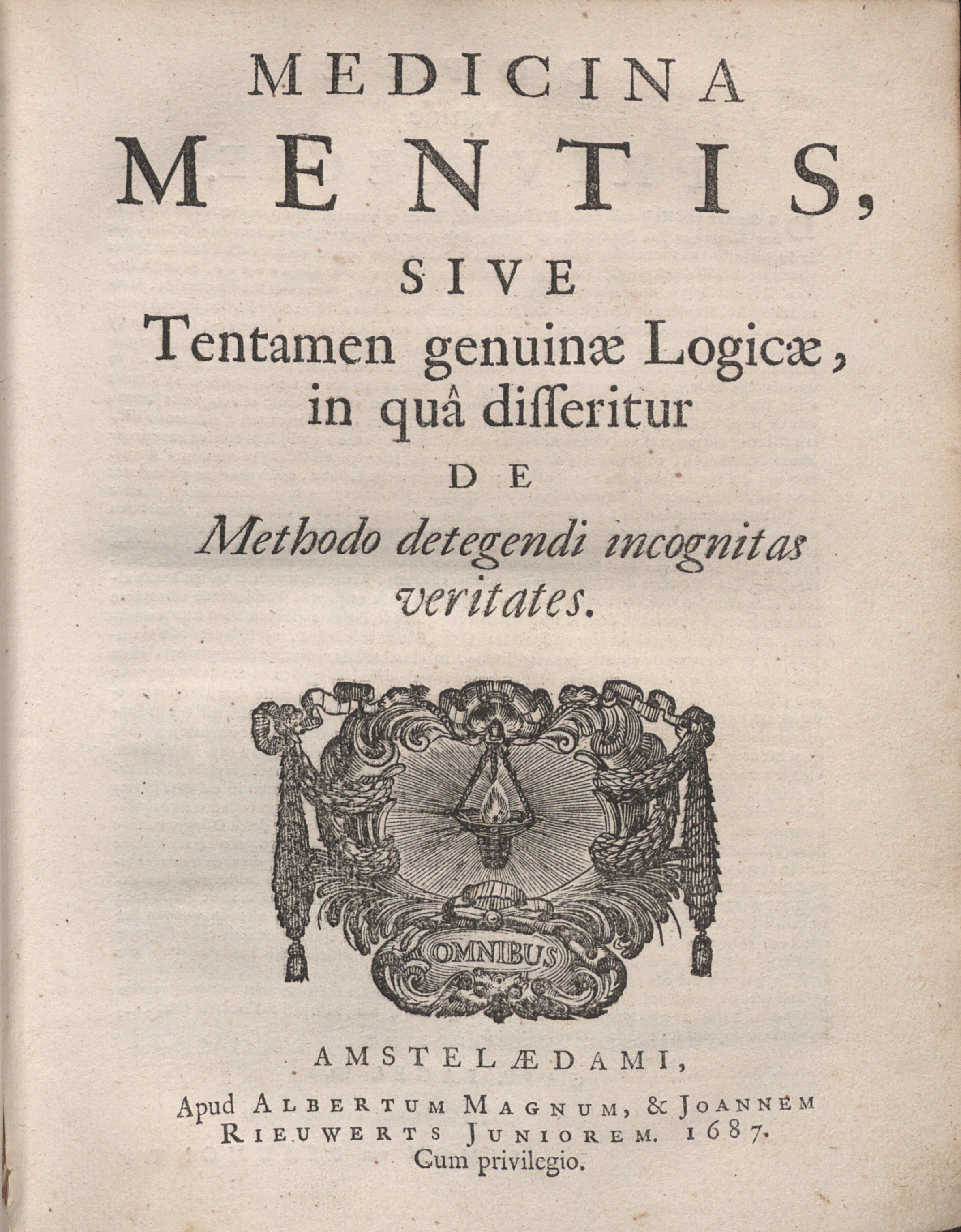
Titulní strana prvního vydání Medicina mentis z roku 1687

Díky svolení a velkorysé podpoře rodičů stejně jako jeho bratra se mohl mladý muž koncem roku 1674 vypravit na velkou cestu, tehdy označovanou „Kavalierstour“. Nejprve se vydal opět do Nizozemska, kde se stal součástí kruhu Spinozových přátel. V květnu 1675 odcestoval dále do Anglie, aby se tu setkal s Henry Oldenbourgem, sekretářem Royal Society of London, s Denisem Papinem, Isaakem Newtonem, Robertem Boylem, Johnem Wallisem a dalšími vědci. Po asi třech měsících v srpnu 1675 Tschirnhaus Londýn opustil a vydal se do Paříže. Zde se spřátelil s Christianem Huygensem a Leibnizem, v rodině Colberta pak působil jako domácí učitel matematiky. Leibnize obeznámil se Spinozovou filosofií, načež sjednal jeho osobní setkání se Spinozou v Haagu v listopadu 1676, při němž měl Leibniz možnost nahlédnout do rukopisu Etiky. V září 1675 se s členy Académie poprvé aktivně účastnil tavicích pokusů s jílem, prováděných zápalným zrcadlem z leštěného železa. Když 21. listopadu 1676 vyrazil na cestu do Itálie, vedla proto jeho cesta nejprve do Lyonu k Villetemu, konstruktérovi těchto zrcadel. V Itálii navštívil Turín, Milán, Benátky, Bolognu a Řím a setkal se s dalšími vědci mj. s Manfredem Septalou, Michelangelem Riccim, Giovannim Alfonsem Borellim a Athanasiem Kircherem. Zájem o vulkanologii ho dovedl do Palerma na Sicílii, dále pokračoval na Liparské ostrovy, konkrétně na Stromboli, a poté k Etně. Po návštěvě Malty odcestoval do Paříže, kde poznal Malebrancheho, a potom se vydal opět do Leidenu, aby se jako vykonavatel Spinozovy závěti podílel na souborném vydání Opera posthuma. Z Leidenu po téměř pětileté nepřítomnosti dorazil v říjnu 1679 opět na usedlost v Kieslingswalde.

### Vývoj zápalných zrcadel (1679–1687)
Po svém návratu z kavalírské cesty se Tschirnhaus rozhodl pro další výzkum se zápalnými zrcadly, o kterých byl přesvědčen, že je dokáže vyrábět optimálně a levněji. Pro jejich stavbu využil dřevěnou kostru a lehké plechy z měděných hamrů, které se spolupracovníky tvaroval a leštil stroji vlastní konstrukce poháněnými vodním mlýnem. V prosinci 1681 odcestoval opět do Leidenu, aby zde pracoval na svém hlavním filosoficko-logickém díle Medicina mentis. Po té odjel do Paříže, kde byl na základě doporučení a vědeckých výsledků přijat do Académie Royale des Sciences. Tím se stal prvním v Paříži nežijícím Němcem, kterému se dostalo tohoto ocenění. 12. listopadu 1682 vstoupil do manželství se svou snoubenkou Elisabeth Eleonore von Lest s níž měl později šest dětí, z nichž se dospělého věku dožili jen dva synové a jedna dcera. V této době se intenzivně zabýval matematikou, v roce 1683 publikoval svou matematickou metodu, která je dnes známa jako Tschirnhausova transformace.

### Vývoj zápalných čoček (1687–1701)
Od ledna roku 1687 se Tschirnhaus koncentroval na vývoj větších skleněných zápalných čoček. Předpokladem pro to byla výroba velkých bloků, které by splňovaly parametry technického, resp. optického skla. Po několika letech pokusů dospěl v roce 1693 Tschirnhaus k závěru, že požadované velké bloky skla nemůže v Kieslingswalde vyrobit. Začal se tedy angažovat v zakládání speciálních sklářských hutí na území Saska, které měly zároveň v merkantilistickém duchu pozvednout zdejší průmysl. Již na konci roku 1693 byl Tschirnhaus doporučen ke správě hutě v Pretzsch v okresu Wittenberg, později založil huť v Glückburgu a v bývalém železném hamru na drážďanské lučině Ostra: huť Neuostra. Pokusy s vyrobenými zápalnými čočkami, při nichž roztavil porcelán, mastek a azbest, jej poprvé přivedly k myšlence na výrobu porcelánu. Optimalizací svého velkého přístroje se zápalnými čočkami dociloval stále většího výkonu. Přístroj, který je součástí expozice v Matematicko-fyzikálním salónu v Drážďanech, je vysoký 2,5 m, v něm umístěné čočky mají v průměru 50 a 26 cm. Při pokusech s ním musel Tschirnhaus dosahovat teplot od 1600 do 2000 stupňů celsia. V roce 1700 potom vydal filosoficko-pedagogický spis pro vyučování na vyšších školách: Gründliche Anleitung zu nützlichen Wissenschaften absonderlich zu der Mathesi und Physica.

### Výzkum porcelánu (1701–1708)

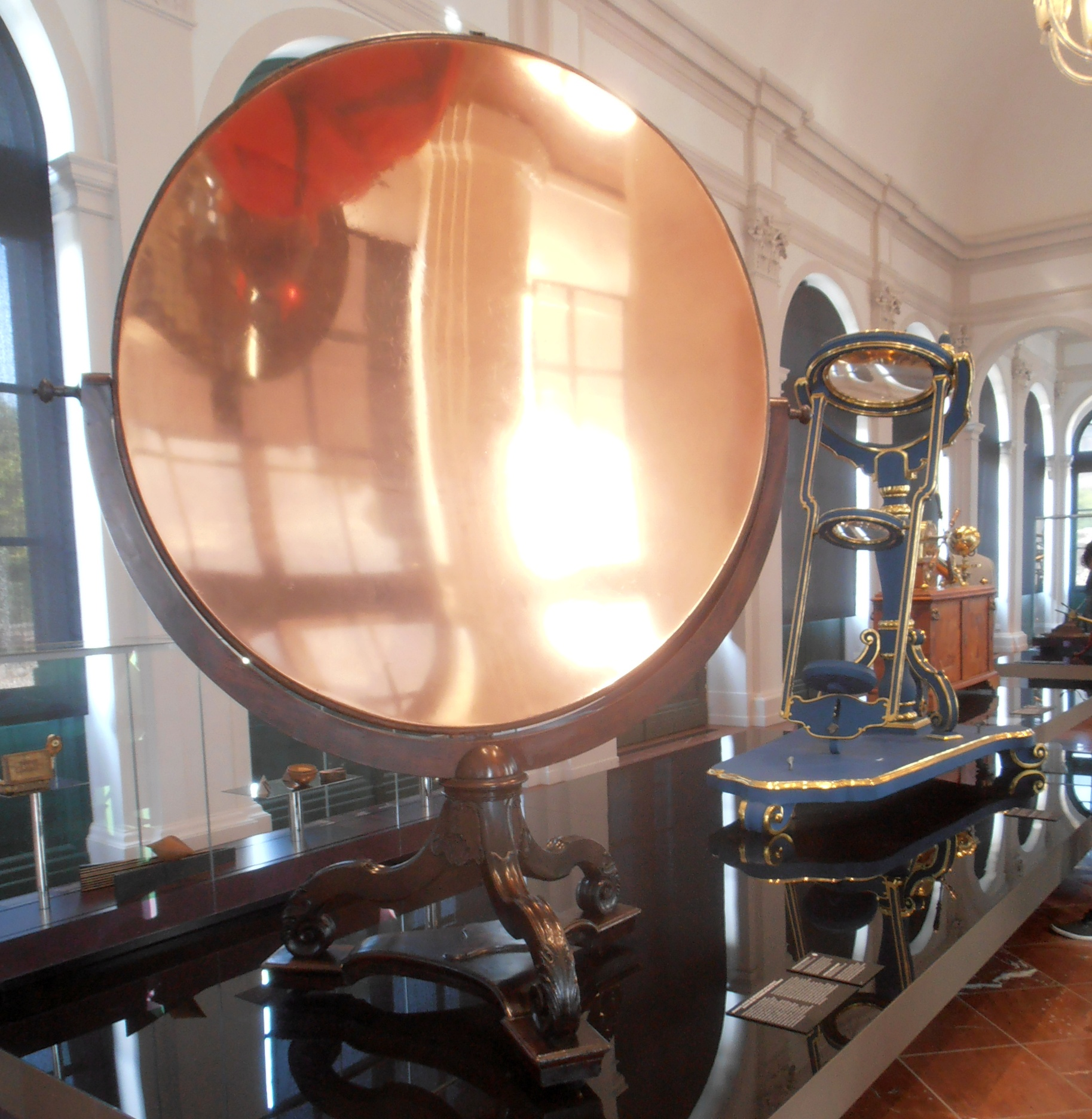
Tschirnhausovo sférické zápalné zrcadlo z roku 1686 v Matematicko-fyzikálním salonu drážďanského Zwingeru (v pozadí jeho přístroj se zápalnými čočkami)

Protože jeho první pokusy o odkrytí tajemství výroby porcelánu nebyly úspěšné, přesvědčil Tschirnhaus místodržícího, aby ho v státním pověření vyslal na cestu do Nizozemska a Francie. Zde měl nalézt odbyt pro saské produkty a zvláště provádět průmyslovou špionáž. Manufaktury, které navštívil, ovšem vyráběly pouze fajáns a tzv. fritový porcelán, tedy porcelánové náhražky. V průběhu podzimu 1702 se pak v Drážďanech seznámil s alchymistou a lékárenským učněm Johannem Friedrichem Böttgerem drženým v zajetí a v přísném utajení. Jeho úkolem totiž nebylo nic menšího než vyrobit zlato pro Augusta II. Tschirnhaus sice považoval transmutaci kovů za nemožnou, ale protože sám působil v králových službách, chtěl Böttgera získat pro svůj projekt na výrobu porcelánu. Teprve když bylo zřejmé, že Böttger zlato vyrobit nedokáže, souhlasil August II. s finanční podporou Tschirnhausova projektu. Tschirnhaus, Böttger a metalurg Pabst von Ohain potom společně experimentovali ve speciální porcelánové laboratoři. Při tavení léčivé arménské hlíny (tzv. Bolus armenicus) se nejprve podařilo vyrobit houževnatý materiál podobný čínské červenohnědé yixingové keramice. Jakmile byl 25. června 1708 získán kaolín, vytvořil Tschirnhaus pokusnou směs a vypálil první pohárek. Výsledkem byl perlově bílý, průsvitný tvrdý porcelán, který dosud nevyrobil nikdo mimo Čínu a Japonsko. Teprve po Tschirnhausově smrti pak Böttger se spolupracovníky vyrobil pravý kaolínový porcelán. Suroviny pro výrobu míšeňského porcelánu nakonec tvořilo 43% kaolínu, 43% koldické hlíny a 14% kalcinovaného a jemně plaveného alabastru.
V noci z 27. na 28. září 1708 se Tschirnhausovi náhle velmi přitížilo. Přivolaní lékaři diagnostikovali konkrementy, příčina jeho onemocnění je však sporná, vedle úplavice a snad paralelních konkrementů, mohlo jít také o otravu arzénem, který se tehdy v laboratořích běžně užíval. Ehrenfried Walther von Tschirnhaus zemřel 11. října 1708. Pohřben byl v Kieslingswalde. Učencův bratr mu nechal vystavět v tamním kostele epitaf, který byl v roce 1976 zničen polskou církevní obcí při přestavbách interiéru kostela. Latinský nápis na tomto náhrobku v překladu zněl: „Vznešenému a ušlechtilému muži panu EHRENFRIEDOVI WALTHERU VON TSCHIRNHAUSOVI, dědičnému pánu na Kieslingswalde a Stolzenbergu, královskému polskému a kurfiřtskému saskému radovi, členu Královské akademie v Paříži, knížeti filosofů, přírodovědců a matematiků své doby, který kvůli vysokým studiím na dvanáctiletých cestách vědychtivě šestkrát procestoval Belgii, čtyřikrát Francii, jednou Anglii, Itálii, Sicílii a Maltu, odkryl umění nalézat pravdu a pečovat o zdraví, k podpoře optiky jako první vynalezl nadmíru velké skleněné čočky, Jaspamethyst a Jasponyx právě tak s vlastními stroji řezal a čemu se podivuje přítomnost a budoucnost se bude obdivovat, který jako první Evropan vynalezl metodu výroby průsvitného porcelánu každé barvy, takže leskem a tvrdostí předčil nádobí Indů, rytíři, který skrze své služby u dvora dosáhl nesmrtelného jména pro obecně prospěšné vědy a vlast, narozenému 10. dubna roku 1651, zemřelému 11. října 1708, kterému bolestně ho postrádající bratr postavil v pietě tento pomník, hluboce zarmoucený bratr GEORG ALBRECHT VON TSCHIRNHAUS, dědičný pán na Oberschönfeldu a Hartliebu.“
Tschirnhausova smrt musela být pro Johanna Friedricha Böttgera značným šokem, neboť si byl dobře vědom toho, že mu jako neúspěšnému alchymistovi, který slíbil vyrobit zlato, hrozí vážné nebezpečí. Proto 28. března 1709 – pět a půl měsíce po Tschirnhausově smrti – převzal iniciativu a sepsal pro krále memorandum, v němž mu oznámil úspěšný výsledek pokusů a zároveň se deklaroval a zapřísahal jako jediný vynálezce porcelánu. Tschirnhaus jako vlastní iniciátor a vedoucí výzkumů ke znovuvynalezení porcelánu zde není vůbec zmíněn.

## Dílo

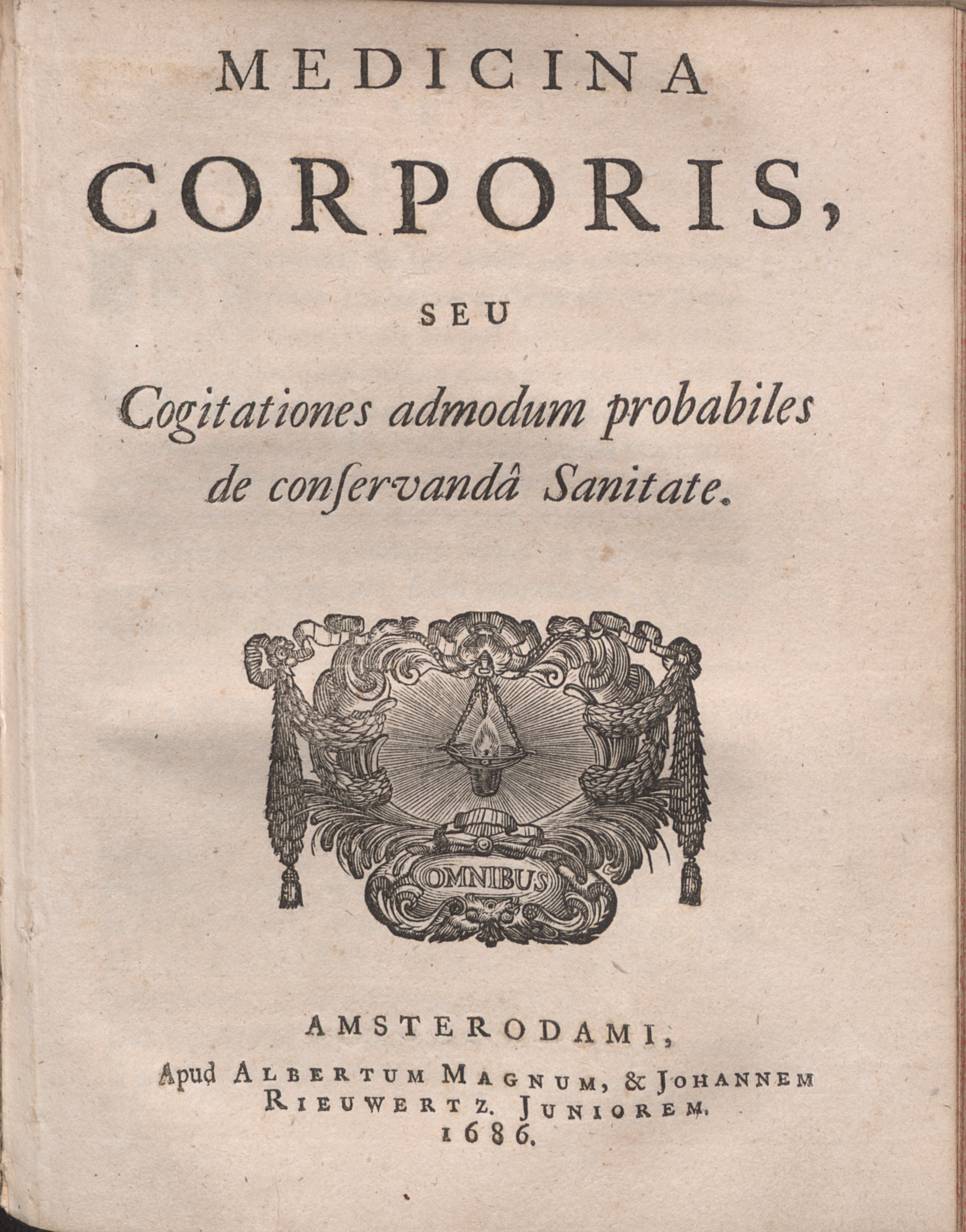
Titulní strana prvního vydání Medicina corporis z roku 1686

### Pokus o založení akademie
Při svých studijních cestách v letech 1674-1679 Tschirnhaus dobře rozpoznal, jaký význam mají pro vědecký pokrok akademie existující v Londýně a v Paříži. 8. března 1698 v dopise Leibnizovi poprvé vyjádřil svou myšlenku na založení akademie věd v Sasku. Předobrazem saské akademie věd měla být pro Tschirnhause spíše anglická akademie, která se financovala sama, a jejíž cíle byly více praktické povahy. Po nástupu Augusta II. však vzhledem k válce a finanční tísni sasko-polského dvora okolnosti vzniku akademie nepřály. Teprve v roce 1700 vzniklo z Leibnizovy iniciativy první zařízení tohoto druhu v Německu: Akademie der Wissenschaften v Berlíně. Rozdíl mezi
Tschirnhausovými a Leibnizovými plány na založení akademie přitom spočíval v tom, že Tschirnhaus chtěl toto zařízení omezit na matematicko-přírodovědné disciplíny. Do detailů naplánovaný projekt se podařilo uskutečnit až v roce v roce 1846, založením Königlichen Sächsischen Gesellschaft der Wissenschaften v Lipsku.

### Filosofie a logika
Jako žák karteziánského racionalismu spatřoval Tschirnhaus v matematice a zvláště v algebře prostředek a metodu k umění objevovat (ars inveniendi). Věřil, že v tomto umění poznal pravou filosofii a že s jeho pomocí získá univerzální nástroj použitelný ve všech oblastech přírodních věd. V tomto ohledu je blízký filosofii Francise Bacona, třebaže usiloval o zdokonalení a završení racionalismu založeného Descartem. Slabost jeho pojetí spočívala v nadhodnocení matematické metody poznávání bez dostatečné empirické znalosti kauzality, což byl důvod, proč Tschirnhaus opakovaně dospíval k závěru, že nalezl univerzální řešení. Filosofii podřizoval praxi, její úlohou je podle jeho názoru sloužit jako aplikovaná věda. Tschirnhaus nebyl dlouho započítáván mezi významné filosofy pozdního baroka. Výměna mezi Spinozou, Leibnizem, Johannem Christianem Sturmem a Christianem Wolffem však byla ovlivněna jeho myšlenkami. Teprve od počátku 20. století se jeho filosofické a metodologické spisy staly znovu předmětem výzkumu. Tschirnhausovou teorií poznání se zabýval Ernst Cassirer, jeho logikou pak Wilhelm Risse.

### Matematika

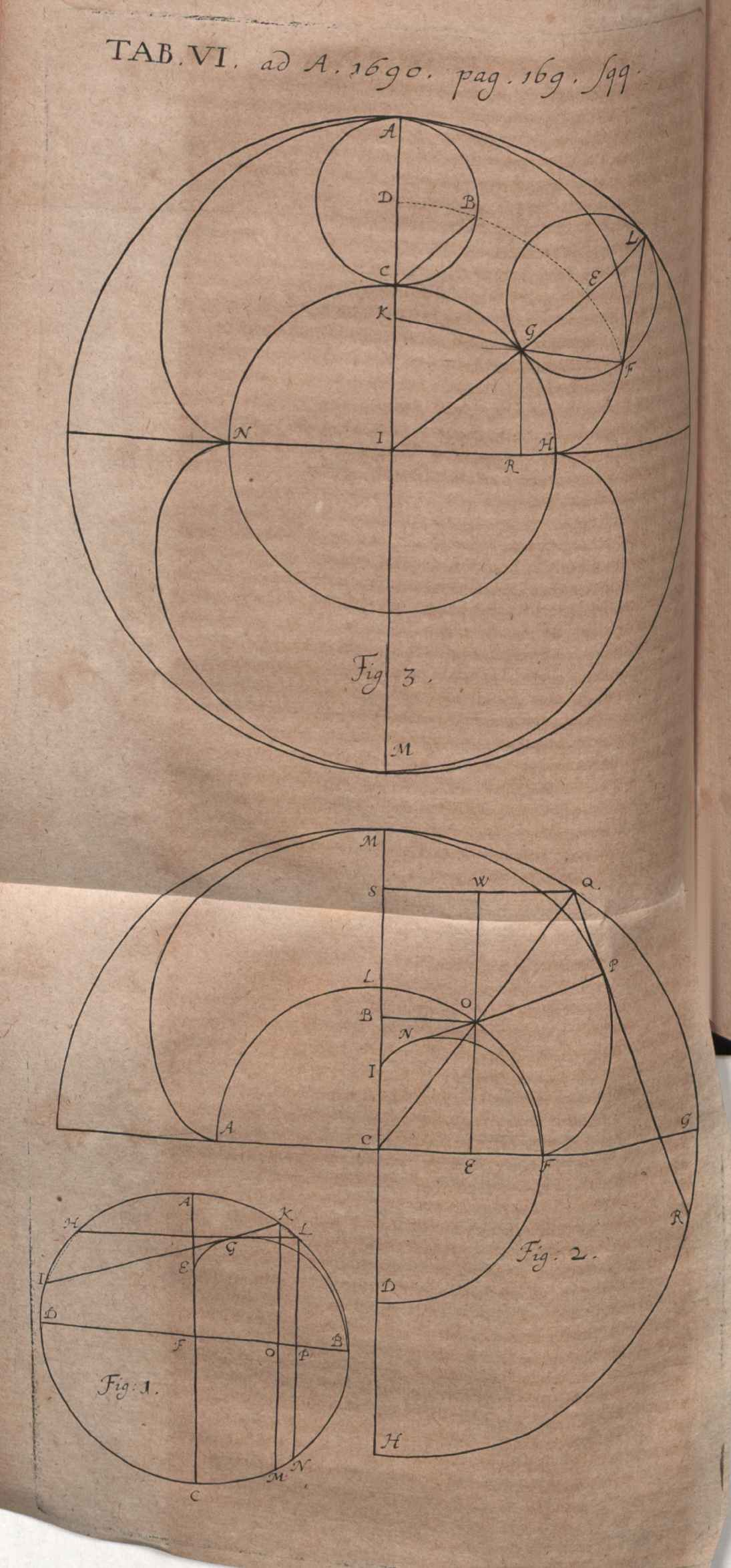
Acta eruditorum, 1690

V Paříži Tschirnahus spolupracoval s Leibnizem, který krátce předtím vyvinul infinitezimální počet, na problémech geometrie a teorie čísel. Krátce na to objevil cestu, která sloužila k řešení kubických rovnic, a proto věřil, že nalezl univerzální možnost k řešení rovnic n-tého stupně. Přitom je rovnice n-tého stupně
{\displaystyle \qquad a_{n}x^{n}+a_{n-1}x^{n-1}+\cdots +a_{1}x+a_{0}=0}
prostřednictvím transformace (Tschirnhausovy transformace) převedena na novou proměnnou y všeobecné formy
{\displaystyle \qquad y=b_{n-1}x^{n-1}+b_{n-2}x^{n-2}+\cdots +b_{1}x+b_{0}}
s koeficienty
{\displaystyle b_{n-1},b_{n-2},b_{n-3},\ldots ,b_{1},b_{0}\,}
na rovnici n-tého stupně na y, ve kterém mohou být eliminovány skrze volbu {\displaystyle b_{i}} až tři další vyšší potenciální členy. Například všeobecná rovnice pátého stupně může být vždy převedena na rovnici formy
{\displaystyle \qquad y^{5}+c_{1}y+c_{0}=0}
Tschirnhaus se původně domníval, že každou rovnici n-tého stupně lze transformovat na takovouto formu
{\displaystyle \qquad y^{n}-c=0}
(což také funguje u kubické rovnice), a přes Leibnizovo varování toto publikoval v roce 1683 v Acta eruditorum. Přesto je tento Tschirnhausův příspěvek jedním z nejdůležitějších pokroků v algebře od doby renesance.
Tschirnhausova krychle byla podle něho pojmenována v roce 1900. Tschirnhaus byl také jedním z těch, kteří v roce 1697 vyřešili zadání Johanna Bernoulliho na řešení problému brachystochrony (křivky nejkratšího spádu). Tschirnhausova kvadratrix může sloužit ke kvadratuře kruhu.

## Spisy
- Medicina corporis, seu Cogitationes admodum probabiles de conservandâ Sanitate. Amsterodami: Apud Albertum Magnum, Johannem Rieuwertz Juniorem, 1686. [iv], 59, [1] s.
- Medicina mentis, sive Tentamen genuinae Logicae, in quâ desseritur de Methodo detegendi incognitas veritates. Amstelaedami: Apud Albertum Magnum, Joannem Rieuwerts Juniorem, 1687. Cum privilegio, [xiii], 224 s.
- Die Curiose Medicin, Darinnen Die Gesundheit des Leibes Durch sehr Wahrscheinliche Gedancken In XII. Reguln vorgestellet, Und wie solche durch gar leichte Mittel zu unterhalten gezeiget wird. Franckfurt und Leipzig: bey Johann Georg Lippern, 1688, 191 s.
- Medicina mentis, sive artis inveniendi praecepta generalia. Editio nova, auctior & correctior, cum praefatione autoris. Lipsiae: Apud J. Thomam Fritsch, 1695. [xxvi], 296 s.
- Gründliche Anleitung zu nützlichen Wissenschaften absonderlich Zu der Mathesi und Physica, Wie sie anitzo von den Gelehrtesten abgehandelt warden, [s.n.: s.l.], 1700, 32 s.